# Реблошон
Реблошон (фр. reblochon), или Реблошон де Савуа (фр. reblochon de Savoie) — французский мягкий сыр из непастеризованного коровьего молока из французской области Савойя, лежащей у подножия Альп. В 1958 году получил исконно контролируемое название (AOC).

## История
Первоначально реблошон начали производить в долинах Тон и Арли. Название сыра происходит от французского глагола reblocher, что означает «повторно доить корову». Существует легенда, согласно которой в XIV веке крестьяне платили налог в зависимости от количества надоенного молока, и, чтобы уменьшить размер дани, не додаивали коров в присутствии сборщиков налога, а после их ухода доили коров повторно. Из этого молока, которое было довольно жирным, крестьяне делали великолепный сыр.

## Изготовление

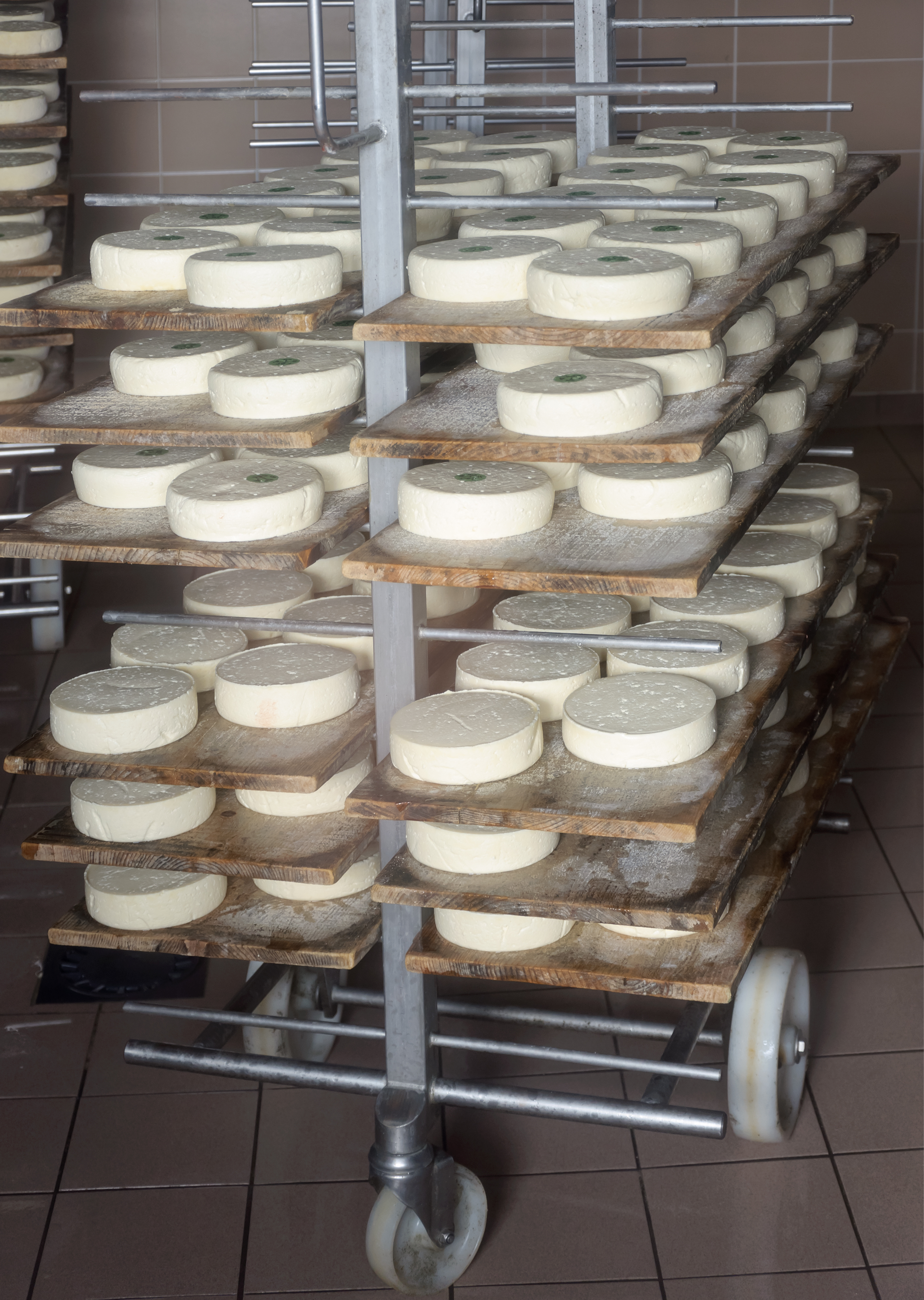
Головки сыра во время сушки

Для изготовления реблошона используется сырое молоко от коров трёх пород: абонданс, тарантез и монбельярдской.
Изготавливается в форме круга диаметром 14 см, высотой 3—4 см. Масса составляет в среднем 450 г. Существует уменьшенный вариант реблошона в форме круга диаметром 9 см и массой 240—280 г. Технология производства включает в себя створаживание молока, измельчение массы, выкладывание её в формы, прессование, промывание сырной шайбы в рассоле и созревание в течение 2—4 недель.

## Характеристика
Реблошон — мягкий сыр с так называемой «промытой корочкой», так как после прессования его промывают в рассоле. Созревший сыр имеет оранжевую корочку с тонким белым налётом и мягкое, упругое, маслянистое сырное тесто. Вкус насыщенный, с фруктовыми и ореховыми нотками. Зрелый реблошон обладает весьма интенсивным запахом.

## Традиции
Во французской деревне Ла-Клюза (фр. La Clusaz) ежегодно проводится фестиваль реблошона. В ходе празднества сыр варится в большом медном котле и дегустируется на месте.